# Treat Myself
Treat Myself (estilizado em letras maiúsculas) é o terceiro álbum de estúdio da cantora norte-americana Meghan Trainor, lançado em 31 de janeiro de 2020 pela gravadora Epic Records. Anunciado em 2018, com data de lançamento para 31 de agosto, o álbum acabou sendo adiado pois a cantora não estava gostando do rumo que o projeto estava tomando. Desta maneira, decidiu gravar novas músicas e, posteriormente, o portal Idolator revelou que o álbum seria lançado em janeiro de 2020. Em 2018, Meghan lançou as canções "No Excuses", "Let You Be Right" e "Can't Dance", além dos singles promocionais "All the Ways" e a faixa-título; entretanto, apenas "No Excuses" entrou na versão final do projeto. "Treat Myself" e "All the Ways" não entraram no álbum, entretanto, esta última foi incluída noextended play (EP) The Love Train, lançado em fevereiro de 2019 com temática de dia dos namorados. Em 27 de setembro de 2019, Meghan lançou o segundo single, "Wave", com participação do produtor Mike Sabath. Entre 2019 e 2020, Meghan lançou os singles promocionais "Genetics", "Workin' On It", "Evil Twin" e "Blink". O álbum conta com colaborações de Nicki Minaj, Lennon Stella, Sasha Sloan, AJ Mitchell e The Pussycat Dolls.

## Antecedentes e gravação
Em 1 de março de 2018, Trainor lançou "No Excuses" como primeiro single do álbum, e dois meses depois, lançou as faixas "Let You Be Right" e "Can't Dance", que seriam o segundo e terceiro single, respectivamente. Seu terceiro álbum, foi anunciado pela cantora em seu Instagram em 19 de junho de 2018, com data de lançamento para 31 de agosto. A faixa "All The Ways" foi lançada em 20 de junho com a pré-venda do álbum e em 20 de julho, Trainor lançou a faixa título do álbum, ambos como singles promocionais. Em 8 de fevereiro de 2019, Meghan lançou o extended play (EP) The Love Train, para comemorar o dia dos namorados e lançado devido aos atrasos do álbum. A canção "All the Ways", que era single promocional, foi lançado como primeiro single do EP.

## Singles
O primeiro single do álbum, "No Excuses" foi lançado em 1 de março de 2018. A canção chegou ao número 46 da Billboard Hot 100. O segundo single, "Wave" foi lançado em 27 de setembro de 2019, mais de um ano após o adiamento do álbum. A música não conseguiu entrar na Billboard Hot 100

### Singlespromocionais
"Genetics" foi lançada como primeiro single promocional do álbum no dia 14 de setembro de 2019, sendo que a versão que entrará no álbum será uma versão remixada com a participação do girl group The Pussycat Dolls. "Workin' On It" foi lançada como segundo single promocional, junto com o começo da pré-venda do álbum. "Evil Twin" foi lançada como terceiro single promocional do álbum no dia 13 de dezembro de 2019, e "Blink" foi lançada como quarto e último single promocional do álbum no dia 17 de janeiro de 2019.
Os singles "All the Ways" e "Treat Myself" não foram incluídos na versão deluxe do álbum, enquanto "Let You Be Right" e "Can't Dance", inicialmente lançados como segundo e terceiro single do álbum, acabaram ficando de fora da versão padrão e deluxe.

## Lista de faixas
Lista de faixas adaptadas do Apple Music.
| N.º            | Título                                                     | Compositor(es)                                                  | Produtor(es)            | Duração |  |
| 1.             | "Wave" (com part. de Mike Sabath)                          | Meghan Trainor Michael Sabath                                   | Sabath                  | 2:56    |  |
| 2.             | "Nice to Meet Ya" (com part. de Nicki Minaj)               | M. Trainor Scott Friedman Mark Williams Raul Cubina Onika Maraj | Ojivolta                | 3:17    |  |
| 3.             | "Funk"                                                     | M. Trainor Ryan Trainor Eddie Benjamin Sabath                   | Sabath                  | 3:11    |  |
| 4.             | "Babygirl"                                                 | M. Trainor Samuel Romans Sabath                                 | Sabath                  | 3:20    |  |
| 5.             | "Workin' On It" (com part. de Lennon Stella e Sasha Sloan) | M. Trainor Alexandra Yatchenko Henry Allen Lennon Stella        | King Henry              | 3:01    |  |
| 6.             | "Ashes"                                                    | M. Trainor Sophie Cooke Daniel Gleyzer                          | Gleyzer                 | 3:17    |  |
| 7.             | "Lie to Me"                                                | M. Trainor R. Trainor Justin Trainor                            | Ojivolta                | 2:40    |  |
| 8.             | "Here to Stay"                                             | M. Trainor Benjamin Gleyzer Zach Skelton                        | Skelton                 | 3:03    |  |
| 9.             | "Blink"                                                    | M. Trainor R. Trainor Bruce Fielder Steven Manovski             | Sigala Manovski         | 2:47    |  |
| 10.            | "Genetics" (com part. de The Pussycat Dolls)               | M. Trainor R. Trainor Justin Tranter Sabath                     | Sabath                  | 2:57    |  |
| 11.            | "Evil Twin"                                                | M. Trainor Joshua Kear Ethan Snoreck Tyler Johnson              | Johnson Andrew Wells    | 3:12    |  |
| 12.            | "After You" (com part. de AJ Mitchell)                     | M. Trainor J. Trainor Anders Mouridsen Johnson                  | Johnson                 | 3:26    |  |
| 13.            | "Another Opinion"                                          | M. Trainor J. Trainor Johnson                                   | Johnson Jon Castelli    | 3:03    |  |
| 14.            | "No Excuses"                                               | M. Trainor Jacob Hindlin Andrew Wells                           | Wells                   | 2:32    |  |
| 15.            | "Have You Now"                                             | M. Trainor Cooke                                                | Some Randoms Sabath [a] | 3:46    |  |
| Duração total: | Duração total:                                             | Duração total:                                                  | Duração total:          | 46:28   |  |

| faixa bônus da edição deluxe da Target |                |                                              |                |         |  |
| N.º                                    | Título         | Compositor(es)                               | Produtor(es)   | Duração |  |
| 16.                                    | "All the Ways" | M. Trainor Hindlin Wells                     | Wells          | 2:55    |  |
| 17.                                    | "Treat Myself" | M. Trainor Wells Tobias Jesso Jr. R. Trainor | Wells          | 2:54    |  |
| Duração total:                         | Duração total: | Duração total:                               | Duração total: | 52:17   |  |